# Scyracepon levis
Scyracepon levis là một loài chân đều trong họ Bopyridae. Loài này được Barnard miêu tả khoa học năm 1940.